# ألفونس دي نوفيل
ألفونس دي نوفيل (بالفرنسية: Alphonse de Neuville)‏ (31 مايو 1835 - 18 مايو 1885) رسام أكاديمي فرنسي درس تحت إشراف ديلاكروا. موضوعاته الدرامية والوطنية المكثفة توضح الحلقات من الحرب الفرنسية البروسية، حرب القرم، الحرب الإنجليزية الزولوية وصور من الجنود. تم جمع بعض أعماله من قبل متحف هيرميتاج في سانت بطرسبرغ ومتحف المتروبوليتان للفنون في نيويورك.

## روابط خارجية
- ألفونس دي نوفيل على موقع ميوزك برينز (الإنجليزية)